# Весёлый (Воронежская область)
Весёлый — хутор в Острогожском районе Воронежской области.
Входит в состав Урывского сельского поселения.

## Население
| 2000 | 2005 | 2010 |
| ---- | ---- | ---- |
| 20   | ↗22  | ↘13  |

## Улицы
На хуторе имеется одна улица — Свободы.